# Paul Dostert

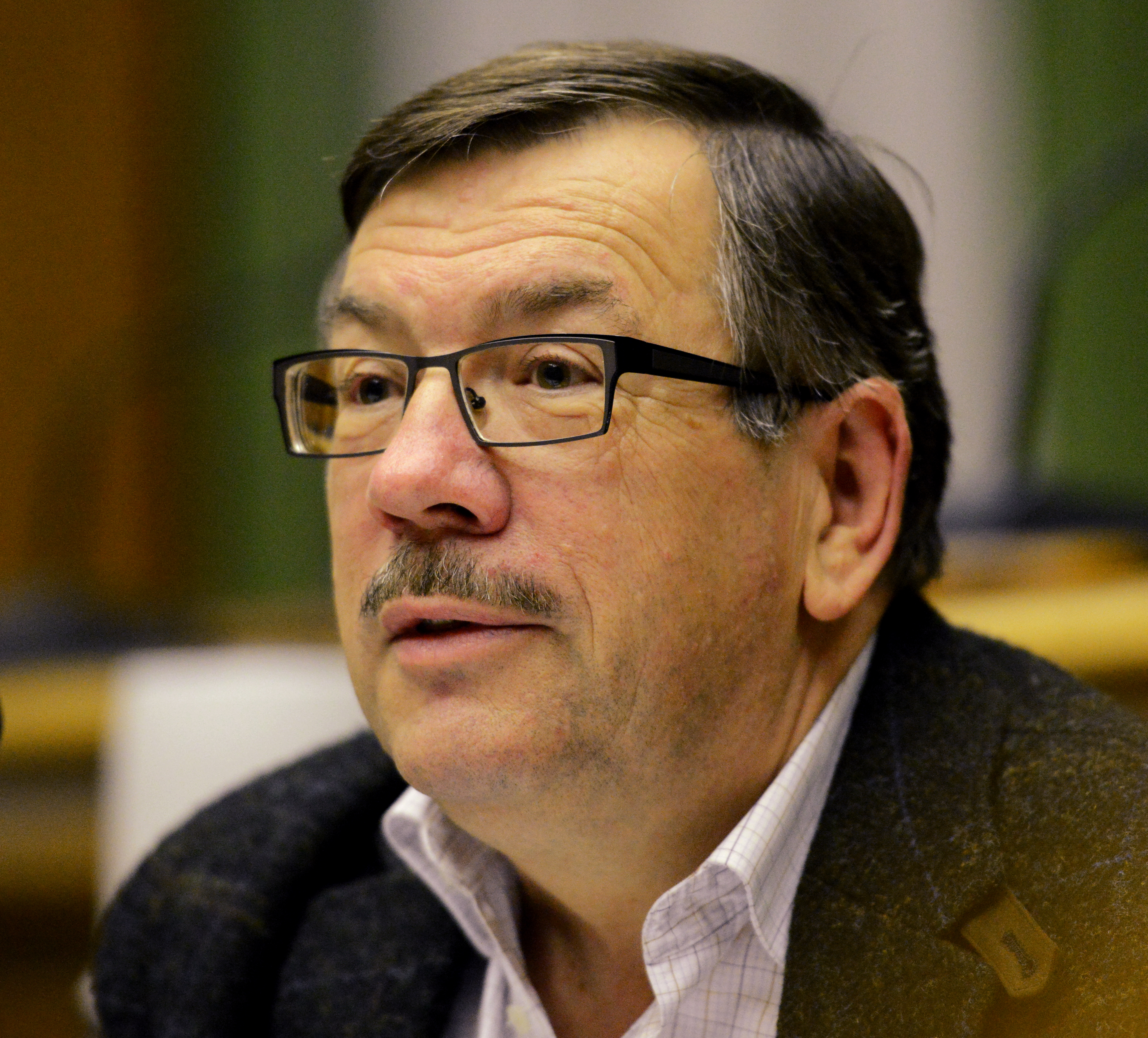
Paul Dostert 2013

Paul Dostert (geboren am 27. April 1951) ist ein Luxemburger Neuzeithistoriker und war Lehrer für Geschichte am Lycée de Garçons de Luxembourg. Seine Forschungsschwerpunkte sind der Holocaust und Luxemburg im Zweiten Weltkrieg.

## Leben
Er studierte an der Universität Freiburg Lehramt bis 1975 und promovierte dann 1984 dort. Von 1975 bis 1997 unterrichtete er Englisch und Geschichte an mehreren Luxemburger Schulen. 1997 wurde er als Lehrer freigestellt, um für das Großherzogtum Luxemburg das Archiv des Widerstandes in ein Dokumentations- und Forschungszentrum zu entwickeln. Er unterrichtete auch an der Universität Luxemburg.

## Auszeichnungen
- 2008 Österreichisches Ehrenkreuz für Wissenschaft und Kunst 1. Klasse[2]

## Veröffentlichungen
- Luxemburg zwischen Selbstbehauptung und nationaler Selbstaufgabe. Die deutsche Besatzungspolitik und die Volksdeutsche Bewegung 1940–1945, 1985, Imprimerie Saint-Paul, Dissertation.
- Die grossherzogliche Familie von Luxemburg. Service Information et Presse, 2003, ISBN 978-2-87999-017-0.
- Paul Dostert, Thomas Grotum: Gestapo-Terror in Luxemburg – Verwaltung, Überwachung, Unterdrückung. Ausstellungskatalog, Musée national de la Résistance. Op der Lay, 2015, ISBN 978-2-87967-209-0.
- Paul Dostert et al: „Generalstreik“ – Streikbewegung in Luxemburg, August–September 1942. Op der Lay, 2017, ISBN 978-2-87967-226-7.